# اقتصاديات الكثافة
في الاقتصاد الجزئي ، اقتصادات الكثافة يعبر عن النقص في التكاليف الناتج عن القرب المكاني من الموردين أو مقدمي الخدمات. عادة ما تسمح الكثافة السكانية العالية ببروز تآزر في تقديم الخدمات مما يؤدي إلى انخفاض تكاليف الوحدة.
توجد أمثلة نموذجية لاقتصادات الكثافة في اللوجستيك حيث تلزم نظم التوزيع أو جمع السلع، مثل إدارة النفايات. توزيع البريد على سبيل إلى منطقة يقطن بها عدد كبير من السكان ينتج عنه توفير في التكاليف وبالتالي خفض لتكاليف التسليم.
يجب عدم خلط اقتصادات الكثافة مع وفورات الحجم حيث تكاليف الوحدة لا ترتبط بالخصائص المكانية.